# Kerki repülőtér
A Kerki repülőtér (IATA: KEA, ICAO: UTAE) Türkmenisztán egyik nemzetközi repülőtere, amely Kerki közelében található. 

## Futópályák
A repülőtér futópályái:
- 16/34 (1497 m, aszfalt)

## Forgalom
Az utasforgalom az elmúlt években az alábbi módon változott:

## Légitársaságok és úticélok
2023-ban a Kerki repülőtérről az alábbi járatok indulnak:
| Légitársaság          | Célállomások      |
| --------------------- | ----------------- |
| Turkmenistan Airlines | Ashgabat, Daşoguz |